# Xylophanes undata
Espèce
Xylophanes undata est une espèce de lépidoptères de la famille des Sphingidae, de la sous-famille des Macroglossinae, tribu des Macroglossini, sous-tribu des Choerocampina, et du genre Xylophanes.

## Description
L'envergure varie de 72 à 83 mm. Sa couleur et son motif sont similaires à ceux de Xylophanes zurcheri, mais la marge externe antérieure est plus fortement crénelée. Les créneaux ont tous une taille similaire, sauf un qui est légèrement plus long. De plus, la ligne post-médiane la plus distale sur le dessus de la partie antérieure de la hanche est plus visible et droite et délimite une tache étroite, rectangulaire, gris violacé pâle.

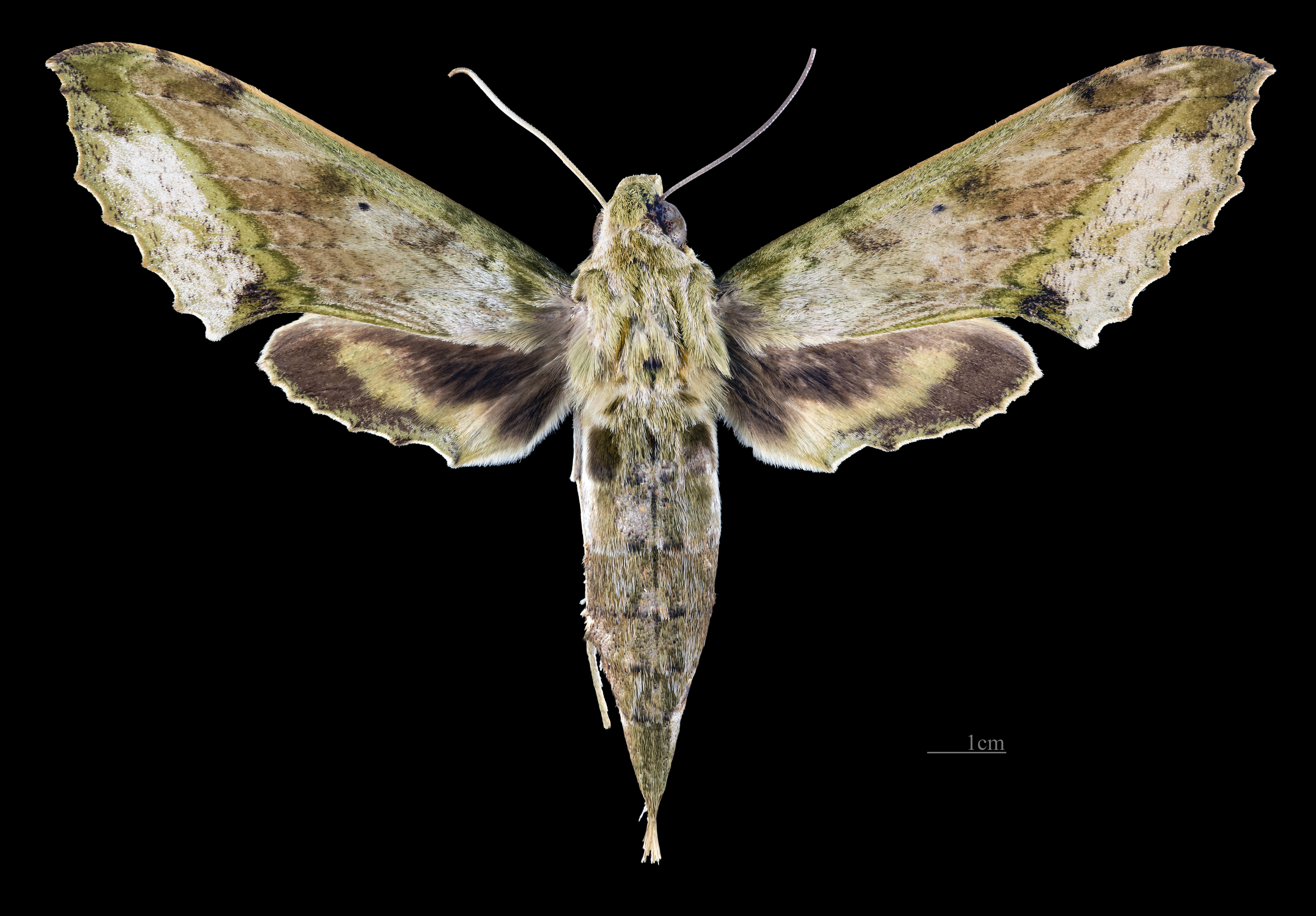
Avers de la femelle (coll.MHNT)
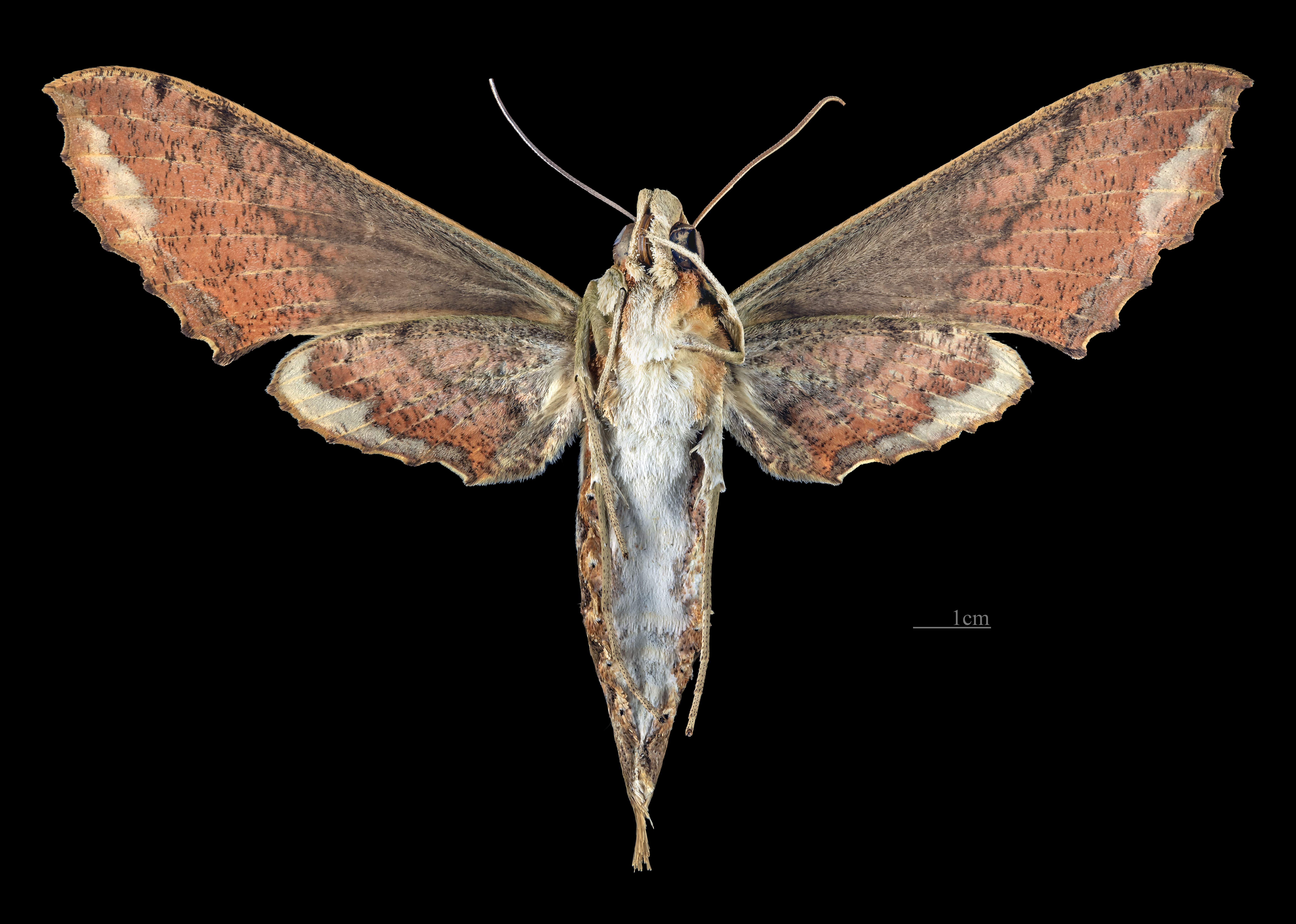
Revers de la femelle (coll.MHNT)

## Biologie
- Les chenilles se nourrissent probablement des espèces de Rubiaceae et de Malvaceae .
- Les papillons volent toute l'année (sauf en mars) au Costa Rica. Au Pérou, il y a trois générations par an avec des papillons de janvier à février, en juin et en octobre.

## Distribution et habitat
Distribution
L'espèce est connue en Amérique centrale mais aussi au Pérou, en Bolivie et en Colombie.

## Systématique
L'espèce Xylophanes undata a été décrite par les entomologistes Lionel Walter Rothschild et Karl Jordan, en 1903. La localité type est Chuchuras au Pérou.

### Synonymie
- Gonenyo irrorata Rothschild, 1895[2]